# Kevin Farrell
Kevin Joseph Farrell  (ur. 2 września 1947 w Dublinie) – irlandzki duchowny rzymskokatolicki, członek Zgromadzenia Legionu Chrystusa, biskup pomocniczy waszyngtoński w latach 2002–2007, biskup diecezjalny Dallas w latach 2007–2016, prefekt Dykasterii ds. Świeckich, Rodziny i Życia od 2016, kardynał diakon od 2016, członek Papieskiej Komisji ds. Państwa Watykańskiego od 2018, kamerling Świętego Kościoła Rzymskiego od 2019, przewodniczący Papieskiej Komisji ds. Poufnych od 2020, przewodniczący Papieskiego Komitetu ds. Inwestycji od 2022.

## Życiorys
Pochodzi z Irlandii. W 1966 wstąpił do zgromadzenia Legionu Chrystusa. Święcenia kapłańskie otrzymał 24 grudnia 1978. Po święceniach został kapelanem uniwersytetu w Monterrey, następnie był nadzorcą seminariów Legionu Chrystusa we Włoszech, Hiszpanii i Irlandii. W 1984 został inkardynowany do archidiecezji Waszyngtonu. Był m.in. dyrektorem wykonawczym charytatywnych organizacji katolickich w archidiecezji (1987–1988), sekretarzem wydziału finansów diecezjalnych (1989–2001), a także moderatorem kurii (2001–2007).
28 grudnia 2001 został mianowany biskupem pomocniczym archidiecezji Waszyngtonu ze stolicą tytularną Rusuccuru. Sakry biskupiej udzielił mu kardynał Theodore McCarrick. 6 marca 2007 Benedykt XVI przeniósł go na urząd biskupa diecezjalnego diecezji Dallas. Ingres odbył się 1 maja 2007.
15 sierpnia 2016 papież Franciszek mianował go prefektem nowo ustanowionej z dniem 1 września 2016 Dykasterii ds. Świeckich, Rodziny i Życia. 9 października 2016 ogłoszono jego nominację kardynalską. Kreowany kardynałem został 19 listopada 2016.
14 lutego 2019 został mianowany przez papieża Franciszka kamerlingiem Świętego Kościoła Rzymskiego, a 2 czerwca 2023 prefektem Dykasterii ds. Świeckich, Rodziny i Życia oraz prezesem Sądu Kasacyjnego Państwa Watykańskiego. 
21 kwietnia 2025 o godzinie 9:47 w Domu Św. Marty poinformował o śmierci papieża Franciszka. 
Jako kamerling św. Kościoła Rzymskiego przejął pełnię władzy wykonawczej w Państwie Watykańskim do chwili wyboru nowego papieża Leona XIV. Brał udział w konklawe 2025, które wybrało papieża Leona XIV. 
Brat Briana Farrella, sekretarza Papieskiej Rady ds. Popierania Jedności Chrześcijan.